# Ndabaningi Sithole
Ndabaningi Sithole (Nyamandhlovu, 31 luglio 1920 – Filadelfia, 12 dicembre 2000) è stato un politico zimbabwese.
Fondò nel luglio 1963 il partito ZANU, organizzazione militante di opposizione al governo della Rhodesia. Membro del gruppo etnico Ndau, fu anche un pastore metodista. Passò 10 anni in carcere dopo che lo ZANU fu dichiarato fuori legge. Una spaccatura di origine tribale provocò una scissione all'interno del partito nel 1975, e nel 1980 Sithole perse le elezioni contro Robert Mugabe. Anche se non è spesso nominato tra le figure principali della politica dello Zimbabwe, negli anni precedenti l'indipendenza il suo ruolo è stato fondamentale.

## Origini
Sithole nacque a Nyamandhlovu, Rhodesia Meridionale, il 31 luglio 1920. Studiò insegnamento negli Stati Uniti dal 1955 al 1958, e nel 1958 fu ordinato pastore metodista. L'immediata censura cui fu sottoposto il libro da lui pubblicato Nazionalismo Africano, lo spinse ad entrare in politica. Sithole, convinto che fosse necessaria una forte rivolta contro il governo minoritario dei bianchi guidato da Ian Smith, si schierò con la parte della maggioranza nera che chiedeva a gran voce pari diritti.

## Impegno politico
Sithole nel 1963 fondò il partito ZANU (Zimbabwe African National Union, Unione Nazionale Africana dello Zimbabwe) insieme con Herbert Chitepo. L'anno seguente si tenne un Congresso del partito a Gwelo, nel quale Sithole fu eletto presidente e nominò Robert Mugabe segretario generale. Sempre nel 1964 lo ZANU fu bandito dal governo di Ian Smith: dopo essere stato arrestato il 22 giugno 1964 Ndabaningi Sithole trascorse 10 anni in carcere, insieme con Robert Mugabe, per le loro attività politiche. Mentre era in prigione autorizzò specificamente il cofondatore dello ZANU Herbert Chitepo a continuare la lotta armata dall'estero come rappresentante del partito. Sithole fu dichiarato colpevole di fronte all'accusa di complottare per uccidere Ian Smith, ma sia lui che Mugabe furono rilasciati nel 1974.
Il 18 marzo 1975 Herbert Chitepo fu ucciso a Lusaka, Zambia, con un'autobomba. Mugabe, in quel momento in Mozambico, assunse unilateralmente il controllo dello ZANU. Dopo quell'anno ebbe luogo una scissione originata da motivi etnici, per cui molti Ndebele seguirono Sithole in un nuovo partito, lo ZANU-Ndonga, che rinunciò alla lotta violenta, mentre lo ZANU, divenuto ZANU-PF, seguì Mugabe con metodi di rivolta violenti.
Nel 1979 Sithole fece parte del governo misto di bianchi e neri formato in seguito al periodo di transizione dello Zimbabwe Rhodesia, e nel Settembre dello stesso anno presenziò il Lancaster House Agreement, che nel 1980 portò l'ex Rhodesia, o meglio lo Zimbabwe Rhodesia, all'indipendenza sotto il semplice nome di Zimbabwe. Alle prime elezioni del paese lo ZANU-Ndonga non conquistò alcun seggio, infatti il risultato elettorale favorì con un'ottima maggioranza lo ZANU-PF di Mugabe e lo ZAPU di Joshua Nkomo. Mugabe divenne il primo ad assumere la carica di Primo Ministro nello Zimbabwe indipendente, il ruolo di Capo di Stato fu assunto invece da Canaan Banana, membro dello stesso partito.

## Esilio e ritorno
Dichiarando la sua vita in pericolo a causa del conflitto tra ZANU e ZAPU, Sithole si ritirò imponendosi un esilio a Silver Spring (Maryland), nel 1983, ritornando in Zimbabwe solo nel gennaio 1992, a conflitto terminato e con una situazione interna abbastanza tranquilla. Tre anni dopo fu eletto membro del Parlamento. Nel dicembre 1997 una corte di giustizia lo dichiarò colpevole di cospirare per assassinare Mugabe: il governo gli vietò di presenziare il parlamento di Harare. Tuttavia il suo piccolo gruppo di opposizione al presidente conquistò comunque un seggio nel giugno 2000.
Riguardo al processo per la cospirazione ai danni di Mugabe, gli fu concesso il diritto di appello, ma il caso non venne mai ascoltato dalla Corte Suprema. Gli fu permessa la libertà su cauzione a causa della sua salute in peggioramento: Ndabaningi Sithole è morto a Filadelfia, Stati Uniti, il 12 dicembre 2000. Autore di tre libri sulla politica africana, è sopravvissuto alla moglie Vesta e a cinque figli adulti.
La fattoria vicino Harare che acquistò nel 1992 fu in seguito confiscata.